# Glasschneider

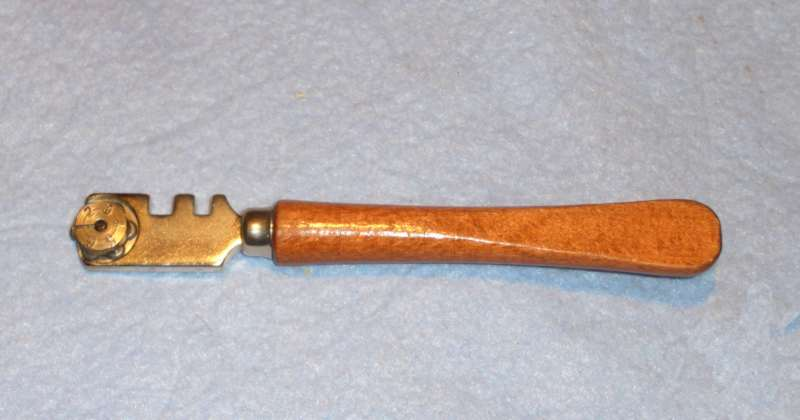
Handelsüblicher Glasschneider mit sechs Schneiderädchen

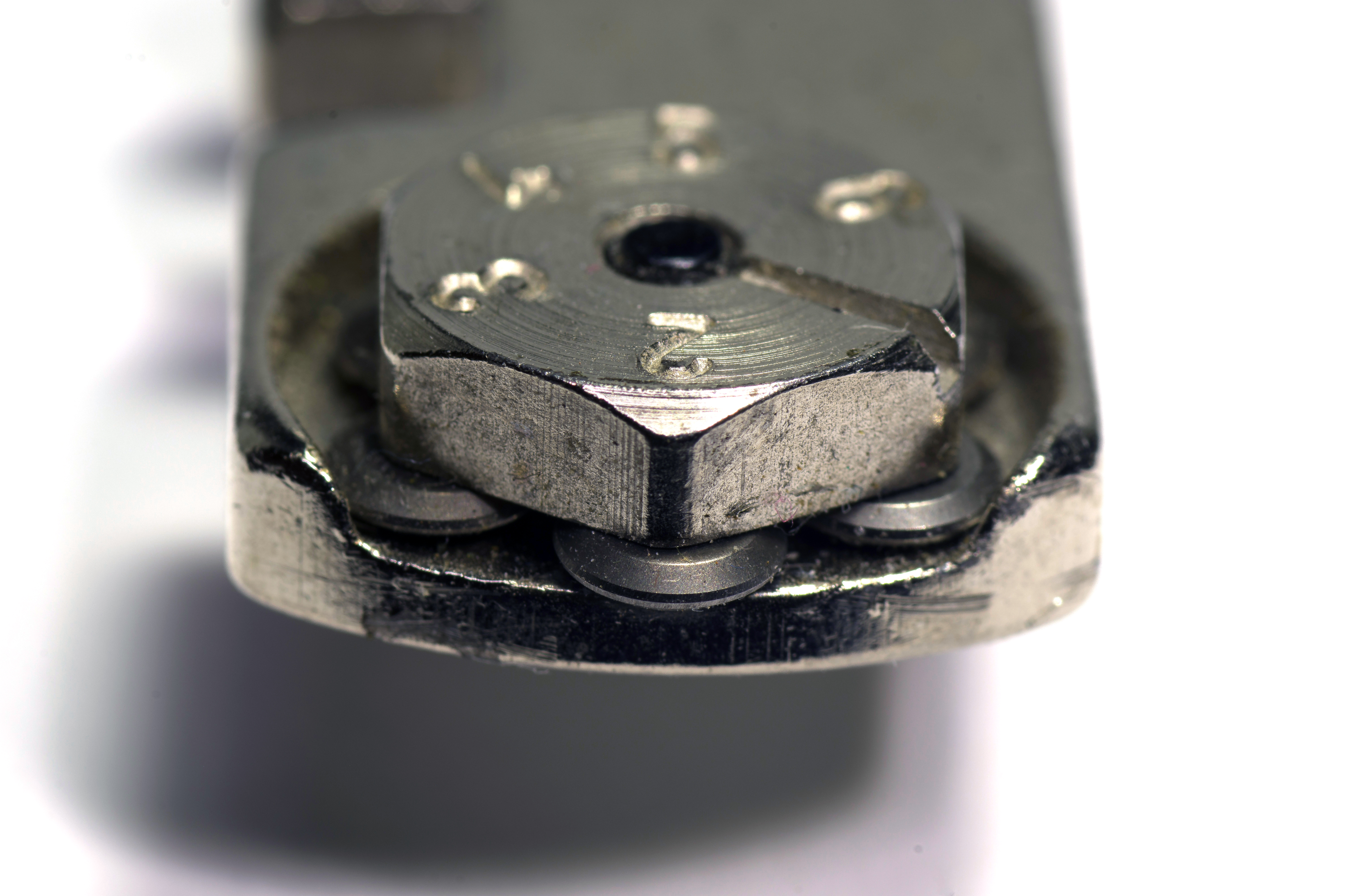
Nahaufnahme der Schneidrädchenhalterung Glasschneider

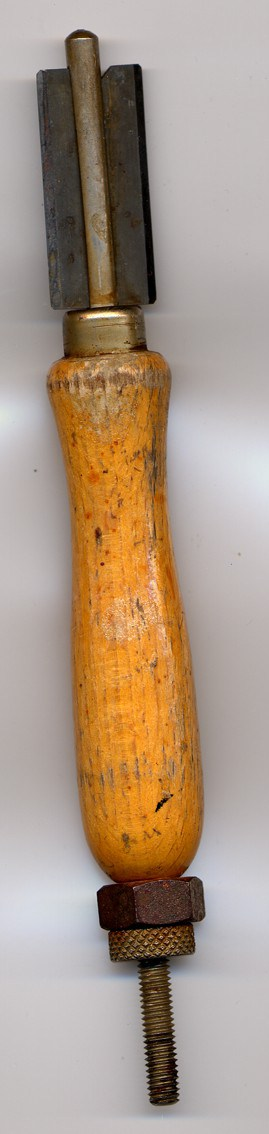
Glasschneider zum Anritzen von Stäbchen und Röhrchen

Ein Glasschneider ist ein Werkzeug zum Trennen von Glas.
Die Bezeichnung Glasschneider ist missverständlich, denn ein Glasschneider schneidet das Glas nicht im eigentlichen Sinne. Die durch Anritzen entstandene Fissur führt zu einer Spannungskonzentration (Kerbwirkung) und entlang dieser bricht das Glas auf kontrollierte Druck-, Zug- oder Biegebelastung.
Neben den in diesem Artikel beschriebenen handgeführten Glasschneidern gibt es auch
maschinengeführte Glasschneider für den industriellen Einsatz.

## Einteilung
Glasschneider gibt es in sehr unterschiedlichen Ausführungen und Preisklassen und für verschiedene Anwendungen, Schnitte sowie für unterschiedliche Glasdicken;
- Glasschneider mit einem oder mehreren Schneiderädchen aus gehärtetem Spezialstahl oder aus Wolframcarbid,
- Glasschneider mit einem speziell geschliffenen Diamanten.

## Aufbau
Handgeführte Glasschneider setzen sich aus folgenden Teilen zusammen:

### Schneidewerkzeug
Diamant bzw. Stahlrädchen. Je dicker das zu schneidende Glas ist, desto größer muss der Schneidewinkel sein. Der Schneidewinkel ist der Winkel, in dem die Flanken des Schneiderädchens zusammenlaufen.
| Glasdicke | Schneidewinkel |          | Glasdicke | Schneidewinkel |
| --------- | -------------- | -------- | --------- | -------------- |
| 2–3 mm    | 120°           | 6–12 mm  | 150°      |                |
| 2–4 mm    | 127°           | 6–15 mm  | 155°      |                |
| 2–6 mm    | 135°           | 10–19 mm | 158°      |                |
| 4–8 mm    | 140°           | 19–25 mm | 160°      |                |
| 6–10 mm   | 145°           | 19–25 mm | 165°      |                |

### Schneidekopf
Dieser hält das Schneidewerkzeug und dient zur Kraftübertragung zwischen Griff und Schneidewerkzeug. Der Schneidekopf ist entweder fest mit dem Griff verbunden oder drehbar gelagert. Bei ölgeführten Glasschneidern leitet er das Schneidöl vom Griff über einen Docht zum Rädchen.

### Griff
Unterschiedliche Griffformen ermöglichen unterschiedliche Griffe beim Führen des Glasschneiders, wie Bleistiftgriff, Griff zwischen Zeige- und Mittelfinger oder Faustgriff. Bei ölgeführten Glasschneidern dient der Griff zusätzlich zur Aufnahme des Schneidöls.

### Spezialglasschneider
Zum Schneiden von ovalen und kreisrunden Platten und Öffnungen sind Zirkelglasschneider erhältlich. Glasschneider mit kleinem und drehbarem Kopf sind geeignet, komplizierte Formen (z. B. für den Lampenschirmbau nach Art von "Tiffany") zu schneiden.
Im industriellen Bereich sind maschinelle Glasschneider auf Schneidetischen im Gebrauch, die sehr große Glasplatten, auch in eine größere Anzahl kleinerer Formate (z. B. für Bilderrahmen) teilen können.

## Anwendung

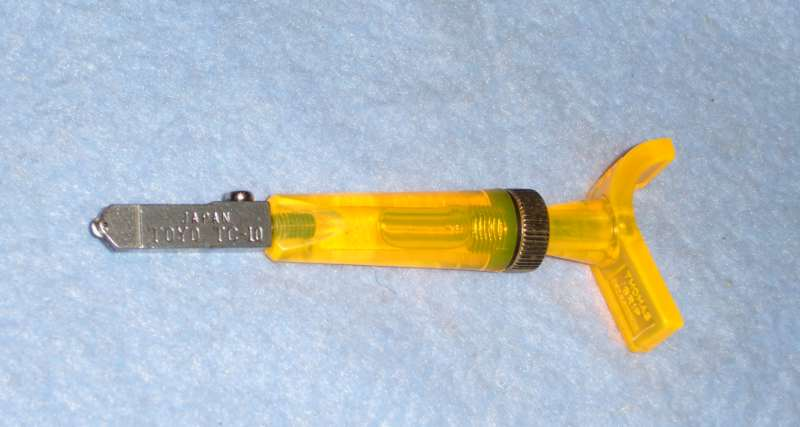
Ölgeführter Glasschneider mit drehbarem Kopf und Spezialgriff, Griff etwa zur Hälfte mit Schneidöl gefüllt

Das Glasschneiden selbst erfolgt in mehreren Arbeitsschritten:
1. Vorbereitungen des Arbeitsplatzes
2. Vorbereiten des Glases: Das Glas wird von Verschmutzungen befreit und hat im Idealfall Umgebungstemperatur.
3. Anritzen des Glases (Schneiden): Vor dem Schneiden wird der Glasschneidekopf in Schneidöl eingetaucht oder das Glas selbst mit der Schneideflüssigkeit bestrichen. Die meisten erhältlichen Glasschneider sind darauf ausgerichtet, in senkrechter Haltung mit gleichbleibendem Druck und gleichbleibender Geschwindigkeit über das Glas geschoben oder gezogen zu werden.
  1. Glasschneider ziehen: Dies ist die gängigste Technik. Geeignet für den Linealschnitt, dabei wird der Kopf des Schneiders an einem Lineal oder Winkel entlang gezogen, um einen geraden Schnitt zu erhalten, oder für den Freihandschnitt, um Hilfsschnitte auszuführen und an aufgezeichneten Linien oder Schablonen entlangzuschneiden.
  2. Glasschneider schieben:  mit speziellen Glasschneidern/Griffen ist diese Technik für den Freihandschnitt möglich. Sie gewährt Blick auf den Schneidekopf und die vor ihm liegende Linie.
4. Falls der Schnitt unterbrochen wird und das Werkzeug erneut durch die bestehende Fissur geführt wird, wirkt die neue Fissur wie eine Entlastungskerbe und verringert die Wirkung des ersten Schnitts.
5. Öffnen der Fissur, Brechen: Durch gezielten auf das Glas gebrachten Druck wird die Fissur geöffnet. Bei geraden Schnitten wird der Druck an einem der beiden Schnittenden von unten nach oben ausgeführt. In der Regel durch Unterlegen eines kleinen Hölzchen oder dem Heft (Griff) des Glasschneiders. Bei Freihandschnitten wird mit entsprechenden Hilfsmitteln wie Dreipunktzange, Laufzange, Kröselzange, Glasbrechstab etc. gearbeitet.
  1. Alternativ lässt sich der Schnitt auch durch Klopfen öffnen. Leichte Schläge mit dem Glasschneider gegen die Glasscheibe unterhalb der Kerbe erweitern die vom Schnitt erzeugten Fissuren und führen schließlich zu einem Bruch des Glases an der Schnittkante. Die Erweiterung des Risses bei jedem Schlag lässt sich dabei mit dem Auge verfolgen. Das Ergebnis kann ein Bruch sein, der besser dem Schnitt folgt. Eine andere Meinung ist, dass dieses Verfahren zu stärkeren Absplitterungen, unsauberen Kanten und Ausschellerungen führt.
6. Nachbearbeiten der Kanten: Mit speziellen Schleifbändern und Maschinen können die Kanten fein geschliffen oder auch poliert werden. Für den Hobbybereich oder für Kunstverglasungen reicht es auch, die Kanten mit einem Abziehstein abzuziehen.

## Zur Physik
Die physikalisch-chemischen Vorgänge, die beim Glasschneiden auftreten, sind noch nicht vollkommen geklärt, und es finden sich unterschiedliche Theorien darüber.
Entscheidend für den Glasbruch ist die durch das Entlangführen des Schneidewerkzeugs hervorgerufene Kerbwirkung. Die Beeinflussung des Spannungsverlaufes im Glas kann durch Methoden der Spannungsoptik sichtbar gemacht werden. Unwesentlich für den Brechvorgang ist die Schwächung des Glases durch die vom Schneider erzeugte Fissur. Erzeugt man eine ähnlich tiefe Ritze durch Einschleifen ins Glas, dann bricht das Glas nicht wie gewünscht an der Ritze entlang.
Mit der Zeit bauen sich die Spannungen wieder ab, der Schnitt wird „kalt“. Er bricht zunehmend schwerer und nach Tagen bzw. Wochen überhaupt nicht mehr.
Die Moleküle der Schneideflüssigkeit lagern sich an die Rissspitze an und erniedrigen die Energie zum Aufbrechen der Moleküle des Glases. Dazu muss eine Schneideflüssigkeit mehrere Voraussetzungen erfüllen
- sie sollte dünnflüssig sein
- ihre Moleküle sollten eine möglichst hohe Bindungsenergie haben
- ihre Moleküle sollten möglichst klein sein

Von seinen physikalisch-chemischen Eigenschaften her wäre Wasser eine gute Schneidflüssigkeit.
Da es jedoch die Korrosion von Metallteilen eines Glasschneiders fördern kann, finden sich im praktischen Einsatz synthetische Schneideöle.

## Abgrenzung

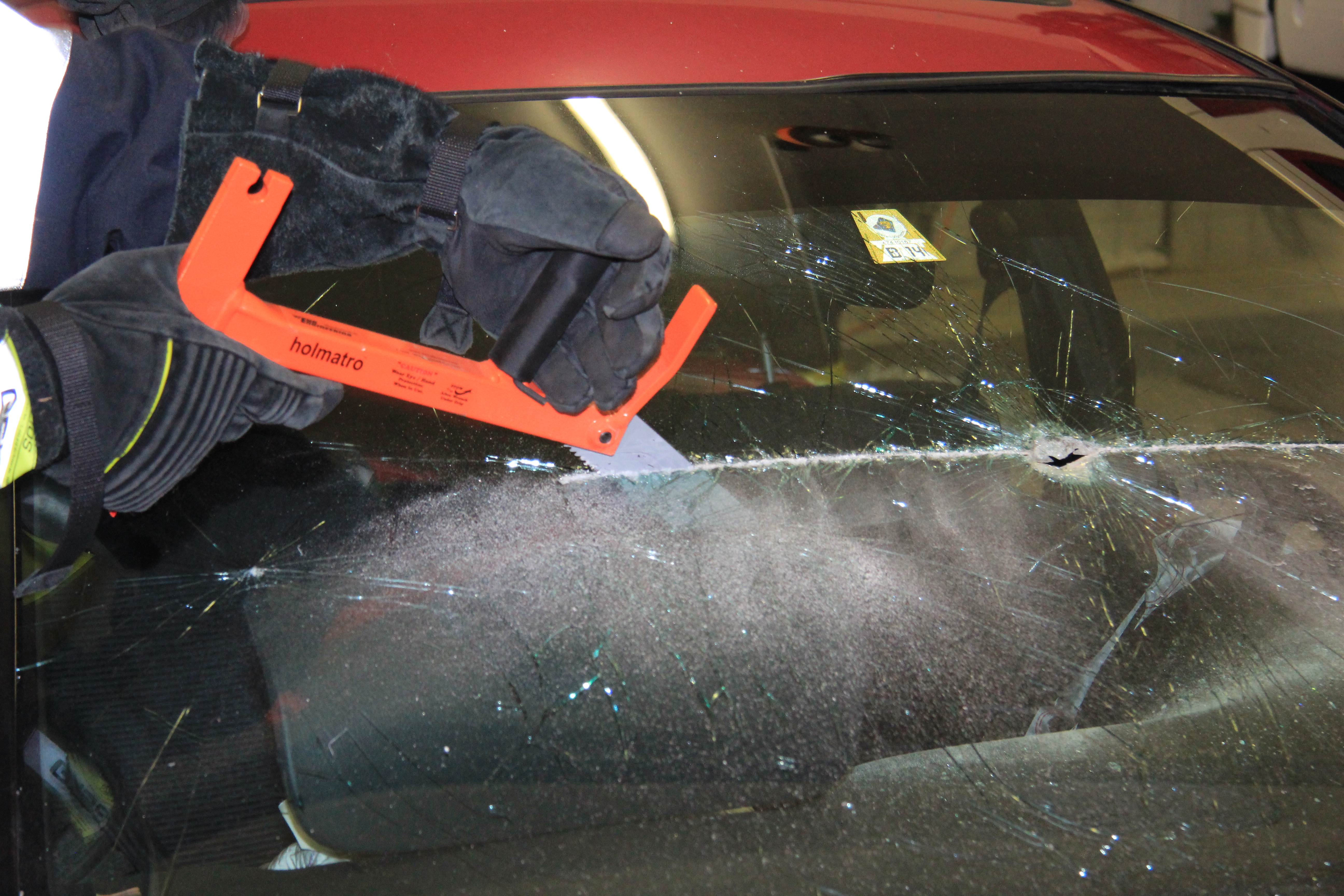
Glassäge zum Retten bei Fahrzeugunfällen

Verbundsicherheitsglas kann nicht mit einem Glasschneider geschnitten werden. Dafür werden Glassägen verwendet.